# Безручкин, Александр Николаевич
Александр Николаевич Безручкин (род. 5 ноября 1971 или 5 октября 1971, Ульяновск) — российский борец греко-римского стиля, чемпион и призёр чемпионатов России и Европы, чемпион мира, обладатель Кубков мира, Заслуженный мастер спорта России. Член сборной команды страны в 1993-2004 годах. В 2004 году оставил большой спорт. Выпускник Ульяновского политехнического института.

## Спортивные результаты
- Чемпионат России по греко-римской борьбе 1994 года — ;
- Чемпионат России по греко-римской борьбе 1995 года — ;
- Гран-при Ивана Поддубного 1995 года — ;
- Чемпионат России по греко-римской борьбе 1997 года — ;
- Чемпионат России по греко-римской борьбе 1998 года — ;
- Чемпионат России по греко-римской борьбе 1999 года — ;
- Чемпионат России по греко-римской борьбе 2000 года — ;
- Гран-при Ивана Поддубного 2000 года — ;
- Гран-при Ивана Поддубного 2001 года — ;